# Kjetil Mårdalen
Kjetil Jonsen Mårdalen (ur. 12 stycznia 1925 w Tinn, zm. 4 listopada 1996 tamże) – norweski dwuboista klasyczny, brązowy medalista mistrzostw świata.

## Kariera
W czasie kariery sportowej reprezentował barwy klubu Tinn Skilag. Uczestniczył w zawodach na przełomie lat 40. i 50. XX wieku. Pierwszą dużą imprezą w jego karierze były mistrzostwa świata w Lake Placid w 1950 roku, gdzie rywalizację ukończył na szóstej pozycji.
Największy sukces swojej kariery osiągnął na mistrzostwach świata w Falun w 1954 roku, gdzie zdobył brązowy medal. Wyprzedzili go tam dwaj rodacy: zwycięzca Sverre Stenersen oraz srebrny medalista Gunder Gundersen. Czwartego w zawodach Pera Gjeltena, także reprezentanta Norwegii Kjetil wyprzedził o zaledwie 0,1 punktu.  Dwa lata później, podczas igrzysk olimpijskich w Cortina d’Ampezzo uzyskał 26. wynik w skokach oraz szósty na trasie biegowej, co pozwoliło mu zająć ostatecznie czternaste miejsce.
Jego ojciec Jon Mårdalen reprezentował Norwegię w biegach narciarskich na igrzyskach olimpijskich w Chamonix w 1924.

## Osiągnięcia

### Igrzyska olimpijskie
| Miejsce | Dzień       | Rok  | Miejscowość       | Konkurencja              | Wynik zwycięzcy | Strata      | Zwycięzca        |
| ------- | ----------- | ---- | ----------------- | ------------------------ | --------------- | ----------- | ---------------- |
| 14.     | 31 stycznia | 1956 | Cortina d’Ampezzo | Indywidualnie K-80/15 km | 455,000 pkt     | -31,500 pkt | Sverre Stenersen |

### Mistrzostwa świata
| Miejsce | Dzień     | Rok  | Miejscowość | Konkurencja         | Wynik zwycięzcy | Strata    | Zwycięzca        |
| ------- | --------- | ---- | ----------- | ------------------- | --------------- | --------- | ---------------- |
| 6.      | 3 lutego  | 1950 | Lake Placid | Duża skocznia/18 km | 455,2 pkt       | -12,3 pkt | Heikki Hasu      |
| 3.      | 17 lutego | 1954 | Falun       | Duża skocznia/18 km | 461,1 pkt       | -10,6 pkt | Sverre Stenersen |